# Championnat du Brésil féminin de football
Le Championnat du Brésil féminin de football, en portugais Campeonato Brasileiro de Futebol Feminino appelé aussi Série A1 est la principale compétition féminine de football au Brésil. Cette compétition a été créée en 2013 par la Confédération brésilienne de football.

## Histoire
Au Brésil, le football est essentiellement basé sur une organisation par État ; chaque État ayant son propre championnat. Le football au féminin n'échappe pas à cette règle. L'organisation d'un championnat national est donc une création très récente : 2013. Jusqu'alors la seule compétition nationale était la coupe du Brésil.
Des essais d'organisation d'une compétition nationale ont pourtant été nombreux. Entre 1983 et 1989 la CBF organise un Taça Brasil de Futebol Feminino puis en 1990-1991 Torneio Nacional et en 1993 la Taça Brasil de Clubes.
L'ancêtre de la compétition actuelle est le Campeonato Brasileiro de Futebol Feminino qui se déroule en 1994 avant d'être annulé l'année suivante et d'être réinstauré entre 1996 et 2001.
Il faut attendre 2006 pour qu'une nouvelle tentative soit faite. c'est une organisation amateure, la Federação Paulista de Futebol Amador associée à la Ligue Nationale de football qui met en place une compétition, la Taça Brasil de Futebol Feminino. Cette épreuve rassemble des clubs de tout le pays mais tous les matchs se déroulent dans la ville de Jaguariúna dans l'État de São Paulo. L'année suivante le tournoi est reconduit. Il se déroule cette fois dans diverses villes de l'État de Rio de Janeiro.
Cette même année, la CBF crée la coupe du Brésil de football féminin. C'est la toute première épreuve nationale pour le football féminin au Brésil. La fédération nationale lance enfin son championnat en 2013. C'est une compétition ramassée sur trois mois qui permet aux clubs de continuer à jouer leurs championnats étatiques respectifs.

## Palmarès
| Édition | Saison | Club champion   | Deuxième place |
| ------- | ------ | --------------- | -------------- |
| 1re     | 2013   | Centro Olímpico | São José       |
| 2e      | 2014   | Ferroviária     | Kindermann     |
| 3e      | 2015   | Rio Preto       | São José       |
| 4e      | 2016   | Flamengo        | Rio Preto      |
| 5e      | 2017   | Santos          | Corinthians    |
| 6e      | 2018   | Corinthians     | Rio Preto      |
| 7e      | 2019   | Ferroviária     | Corinthians    |
| 8e      | 2020   | Corinthians     | Kindermann     |
| 9e      | 2021   | Corinthians     | Palmeiras      |
| 10e     | 2022   | Corinthians     | Internacional  |
| 11e     | 2023   | Corinthians     | Ferroviária    |
| 12e     | 2024   | Corinthians     | São Paulo FC   |

| Rang | Club            | Titre(s)                               | Finale(s) perdue(s) |
| ---- | --------------- | -------------------------------------- | ------------------- |
| 1.   | Corinthians     | 6 (2018, 2020, 2021, 2022, 2023, 2024) | 2 (2017, 2019)      |
| 2.   | Ferroviária     | 2 (2014, 2019)                         | 1 (2023)            |
| 3.   | Rio Preto       | 1 (2015)                               | 2 (2016, 2018)      |
| 4.   | Centro Olímpico | 1 (2013)                               | 0                   |
| 4.   | Flamengo        | 1 (2016)                               | 0                   |
| 4.   | Santos          | 1 (2017)                               | 0                   |
| 7.   | São José        | 0                                      | 2 (2013, 2015)      |
| 7.   | Kindermann      | 0                                      | 2 (2014, 2020)      |
| 9.   | Palmeiras       | 0                                      | 1 (2021)            |
| 9.   | Internacional   | 0                                      | 1 (2022)            |
| 9.   | São Paulo FC    | 0                                      | 1 (2024)            |